# Berel
Berel ist ein Ortsteil der Gemeinde Burgdorf, die zur Samtgemeinde Baddeckenstedt im Landkreis Wolfenbüttel in Niedersachsen gehört.

## Geografie
Folgende Orte umgeben Berel:
- Groß Himstedt und Söhlde im Norden
- Barbecke im Nordosten
- Lesse im Osten
- Burgdorf bei Osterlinde und Osterlinde im Südosten
- Burgdorf im Süden
- Nordassel im Südwesten
- Nettlingen im Westen
- Bettrum und Klein Himstedt im Nordwesten

Berel liegt südlich des bewaldeten Bereler Rieses und ist ansonsten gänzlich von Feldern umgeben.

## Ortsname
- 8. und 9. Jahrhundert (kop. 12. Jh.): Perlo'hen[2]
- Um 1153–78 (kop. 17. Jh.): Berle[2]

Berel gehört mit zu den am frühesten in einer Urkunde erwähnten Ortschaften des gesamten Landkreises Wolfenbüttel und Niedersachsens. Der Ortsname ist erstmals im sogenannten Codex Eberhardi belegt, einem vom Mönch Eberhard im 12. Jahrhundert angelegten, prachtvollen Buch für das Kloster Fulda.  Der Codex umfasst über 400 Seiten und neben Berel werden im Landkreis Wolfenbüttel sowie in der Stadt Salzgitter noch die Orte Beddingen, das heute nicht mehr existierende Duringesrode (Landkreis Wolfenbüttel), Engelnstedt, Flachstöckheim, Flöthe, Gitter, das ehemals bei Gustedt gelegene Gruonstedt, Gustedt, Hallendorf, Sehlde und Thiede genannt. Als Eberhard den Codex schrieb, benutzte er deutlich ältere Vorlagen unterschiedlicher Art. Diese sind jedoch nicht mehr erhalten und ihr genaues Alter lässt sich nicht mehr feststellen. Aus diesem Grund wird der Text summarisch auf das 8. bis 9. Jahrhundert datiert. Insofern ist das Jahr 2008 für das 1200-jährige Bestehen Berels nicht eindeutig gesichert.
Bis auf den erwähnten ältesten Beleg wird Berel in den Urkunden der folgenden Jahrhunderte immer als Berle bezeichnet. Die Form Berel erscheint erst in jüngerer Zeit etwa seit dem 17. Jahrhundert. Anders als beim Ortsnamen Burgdorf besteht der Name Berel nicht aus zwei Wortteilen (beispielsweise dem ersten Element Burg- und dem zweiten Element -dorf), sondern nur aus einem Begriff. Bei Berel liegt demnach ein von Namensforschern sogenannter suffixaler Name vor. Diese Suffixe sind Elemente oder Silben, die nicht als Wörter vorkommen, sondern an Wörter angehängt werden und deren Bedeutung bei Ortsnamen in aller Regel nicht mehr rekonstruiert werden kann. Suffixale Bildungen sind außerdem meist wesentlich älter als Ortsnamen des Typs Burgdorf oder Lebenstedt, die aus zwei Wörtern bestehen und die Bildung von Ortsnamen mit einem Suffix weitestgehend ablösten. Die Namensforschung geht davon aus, dass mit Suffixen gebildete Namen bis in die vorchristlichen Jahrhunderte zurückreichen. Eine genaue Datierung lässt sich jedoch nicht angeben, weshalb für Berel nur festzuhalten bleibt, dass der Name und damit auch der Ort höchstwahrscheinlich erheblich älter als 1200 Jahre sind. Diese These wird auch durch die archäologischen Funde unterstützt.

### Bedeutung des Ortsnamens
Im Namen Berel liegt ein Suffix, genauer ein l-Suffix vor, wie es auch in den Ortsnamen Hohen- und Nordassel zu finden ist. Im vorderen Teil ist ein Wort enthalten, welches so in der deutschen Sprache nicht mehr existiert, wohl aber im älteren Englischen, nämlich bearo (mittelengl. barou), was so viel wie „Wald“ oder „Gehölz“ bedeutet. Der Begriff war früher auch in der Region um Berel verbreitet, starb dort aber irgendwann aus, während er in Großbritannien weiter benutzt wurde. Die Ortsnamen Hedeper und Oelber am weißen Wege enthalten dieses Wort ebenfalls, allerdings im zweiten Teil des Ortsnamens. Berel ist also vermutlich der Name für eine an oder in einem Wald liegende Stätte, was mit der Lage am Bereler Ries in Einklang gebracht werden kann.
Der Name Berel ist für Namensforscher also aus verschiedenen Gründen von Relevanz. Zum einen ist der Name Berel sehr alt und scheint zu belegen, dass der englische Begriff für „Wald“ auch in Kontinentaleuropa verbreitet gewesen ist. Zum anderen ist Berel eine relativ seltene suffixale Namensbildung.
Nicht zuletzt ist der Begriff Berel einzigartig für die gesamte Region. Auch ähnliche oder daraus abgeleitete Ortsnamen sind nicht bekannt.

## Geschichte

### Archäologie und Frühgeschichte

#### Erdwerk Berel–Lesse
2013 wurde am Rand der Feldgemarkungen von Berel und Lesse ein neolithisches Grabenwerk entdeckt. Die Trichterbecherkultur errichtete insbesondere zwischen 4000 und 3500 v. Chr. Erdwerke in Norddeutschland. Die Ergebnisse der geomagnetischen Prospektion sind noch nicht abschließend ausgewertet.
Im Bereler Ries existiert mit den neun Bereler Hügelgräbern eine megalithische Begräbnisstätte, die wohl aus der späten Bronzezeit bis frühen Eisenzeit stammt (um 1500 v. Chr.).

#### Bodenfunde
Auf einem Hof im nördlichen Teil des Ortes wurden Keramikscherben aus der späten Römischen Kaiserzeit gefunden. In der Nähe des Fundortes finden sich Wasseraustrittsstellen, die ideale Siedlungsbedingungen boten. An derselben Stelle wurden in einem Gartengelände bei Aushubarbeiten Keramikscherben des 5. Jahrhunderts geborgen. Direkt daneben befanden sich Siedlungsgruben, die ebenfalls auf eine Besiedelung während der Römischen Kaiserzeit und der Zeit der Völkerwanderung schließen lassen. Im Dorfzentrum wurden des Weiteren acht Gruben entdeckt, die schichtartig angeordnete Keramiken aus der Römischen Kaiserzeit bis ins 14. und 15. Jahrhundert enthielten. „Die frühmittelalterlichen Funde stellen ein für die Dorfentwicklung wichtiges Bindeglied zwischen den an anderen Stellen des Ortes schon früher nachgewiesenen kaiserzeitlichen und hoch- bis spätmittelalterlichen Siedlungsbefunden dar“.
Weitere Bodenfunde im heute nicht mehr existenten Klein Berel nördlich von Nordassel stammen aus dem 1. bis 4. sowie dem 7. bis 15. Jahrhundert n. Chr.

### Mittelalter

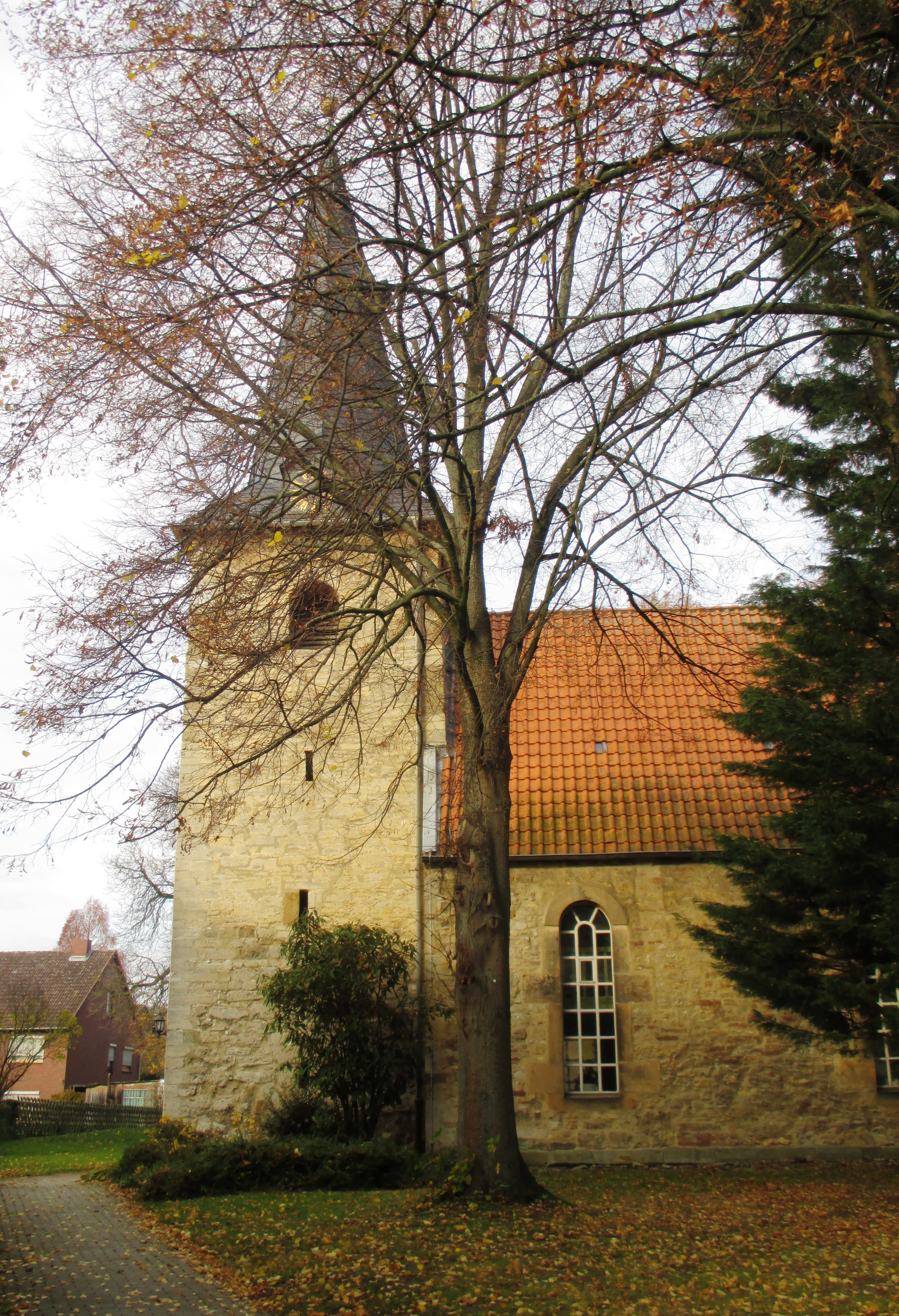
Evangelische Kirche

Ab 815 gehörte Berel zum Bistum Hildesheim. Von 1188 bis 1356 lebten die Ritter von Berel im Ort. Eine Gerichtsstätte im Bereler Ries bestand zwischen 1188 und 1521.

### Neuzeit
Aus Berel ist die Raubritterfamilie Helmhold bekannt, welche von 1659 bis 1692 ihren Wohnsitz im Dorf hatte.
1840 bis 1870 führten wirtschaftliche Probleme zu einer Auswanderungswelle nach Nordamerika und damit zum Verlust von etwa 100 Einwohnern.
Etwa ein Drittel der Auswanderer siedelten sich im Cape Girardeau County in Missouri an.
Nach dem Zweiten Weltkrieg kam es durch Flüchtlinge und Vertriebene wieder zu einem Bevölkerungsanstieg.
Die Schule in Berel wurde 1976 geschlossen.

### Einwohnerentwicklung
| Burgdorf-Berel – Bevölkerungsentwicklung seit 1678 | Burgdorf-Berel – Bevölkerungsentwicklung seit 1678 | Burgdorf-Berel – Bevölkerungsentwicklung seit 1678 | Burgdorf-Berel – Bevölkerungsentwicklung seit 1678 | Burgdorf-Berel – Bevölkerungsentwicklung seit 1678                                                                    |
| Datum                                              | Einwohner                                          | Datum                                              | Einwohner                                          | Entwicklung |
| -------------------------------------------------- | -------------------------------------------------- | -------------------------------------------------- | -------------------------------------------------- | --- |
| 1678                                               | 185                                                | 1989                                               | 580                                                | Hier fehlt eine Grafik, die leider im Moment aus technischen Gründen nicht angezeigt werden kann. Wir arbeiten daran! |
| 1813                                               | 510                                                | 12.11.1993                                         | 647                                                | Hier fehlt eine Grafik, die leider im Moment aus technischen Gründen nicht angezeigt werden kann. Wir arbeiten daran! |
| 1919                                               | 410                                                | 31.12.1997                                         | 687                                                | Hier fehlt eine Grafik, die leider im Moment aus technischen Gründen nicht angezeigt werden kann. Wir arbeiten daran! |
| 01.05.1931                                         | 450                                                | 05.11.1998                                         | 689                                                | Hier fehlt eine Grafik, die leider im Moment aus technischen Gründen nicht angezeigt werden kann. Wir arbeiten daran! |
| 30.06.1966                                         | 537                                                | 05.06.1999                                         | 696                                                | Hier fehlt eine Grafik, die leider im Moment aus technischen Gründen nicht angezeigt werden kann. Wir arbeiten daran! |
| 31.12.1971                                         | 602                                                | 01.07.2007                                         | 645                                                | Hier fehlt eine Grafik, die leider im Moment aus technischen Gründen nicht angezeigt werden kann. Wir arbeiten daran! |
| 30.06.1972                                         | 602                                                | 01.01.2008                                         | 632                                                | Hier fehlt eine Grafik, die leider im Moment aus technischen Gründen nicht angezeigt werden kann. Wir arbeiten daran! |

## Wirtschaft und Infrastruktur

### Verkehrsanbindung
Berel liegt an der Landesstraße 474, die Burgdorf im Süden mit Groß Himstedt im Norden verbindet. Diese wird von einer Kreisstraße gekreuzt, die nach Lesse im Osten und zur Bundesstraße 444 bei Nettlingen im Westen führt.
Die nächstgelegenen Bahnhöfe befinden sich in Salzgitter-Lebenstedt an der Bahnstrecke Salzgitter-Drütte–Derneburg und in Hoheneggelsen an der Bahnstrecke Hildesheim–Braunschweig.

## Berühmte Persönlichkeiten
- Karl Schaper (1920–2008), deutscher Maler, Bildhauer, Grafiker und Konzeptkünstler. Er gehörte zu den bedeutenden Vertretern der Abstrakten Kunst nach dem Zweiten Weltkrieg.